# Isole Gemini
Le isole Gemini sono un gruppo di scogli del mar Tirreno.

## Geografia
Gli isolotti sono molto vicini alla costa occidentale del promontorio di capo Calamita dell'isola d'Elba, nel territorio comunale di Capoliveri, all'interno del Parco nazionale dell'Arcipelago Toscano.

## Accesso
Le isole si trovano presso la spiaggia dell'Innamorata, da dove possono essere raggiunte anche a nuoto.

## Escursioni subacquee
I fondali presso le isole Gemini sono molto apprezzati dagli appassionati di sub, qui infatti possono trovare, fra piccole grotte e archi naturali, varie ed interessanti forme biologiche, come i Parazoanthus axinellae con il loro forte colore giallo e le castagnole. Nonché i serranus scriba. Numerosa è anche la presenza di nudibranchi, come le flabelline, le Hypselodoris valenciennesi e la Discodoris astromaculata dalla bianca livrea maculata di nero, la rossa spugna Petrosia ficiformis. Lungo il versante nordoccidentale delle isole, dove il fondale comincia a degradare, si possono invece osservare varie gorgonie, aragoste e numerosi Anthias anthias.